# رون تيسون
رون تيسون (بالإنجليزية: Ron Tyson)‏ هو كاتب أغاني ومغني وموسيقي أمريكي، ولد في 8 فبراير 1948.

## وصلات خارجية
- رون تيسون على موقع IMDb (الإنجليزية)
- رون تيسون على موقع ميوزك برينز (الإنجليزية)
- رون تيسون على موقع أول ميوزيك (الإنجليزية)
- رون تيسون على موقع أول ميوزيك (الإنجليزية)
- رون تيسون على موقع ديسكوغز (الإنجليزية)
- رون تيسون على موقع ديسكوغز (الإنجليزية)